# Otton II de Mâcon
Otton II de Mâcon (?-1049) fut comte de Mâcon de 1004 à 1049.

## Biographie
Il est le fils du comte Guy Ier de Mâcon et d'une fille de Béatrice de Mâcon, comtesse du Gâtinais.
Vers 1005, il succède à son père comme comte de Mâcon.
Il épouse Élisabeth de Vergy (maison de Vergy) avec qui il a un fils, Geoffroy de Mâcon.
Il meurt en 1049. 
Il a deux fils, Robert et l'aîné, Geoffroy de Mâcon qui lui succède comme comte de Mâcon.